# Arrival (ABBA의 음반)
| 전문가 평가                       | 전문가 평가 |
| 평가 점수                         | 평가 점수   |
| 출처                              | 점수        |
| --------------------------------- | ----------- |
| AllMusic                          | [ 2 ]       |
| Blender                           | [ 3 ]       |
| The Encyclopedia of Popular Music | [ 4 ]       |
| Pitchfork                         | 8.6/10      |
| Q                                 | [ 6 ]       |
| The Rolling Stone Album Guide     | [ 7 ]       |
| Spin Alternative Record Guide     | 9/10        |
| The Village Voice                 | C           |

《Arrival》은 1976년 10월 11일 폴라 뮤직이 발매한 스웨덴의 팝 그룹 ABBA의 네 번째 스튜디오 음반이다. 이 음반은 현재까지 ABBA의 가장 성공적인 음반 중 하나가 되었으며, 그들의 가장 큰 히트곡인 〈Dancing Queen〉, 〈Money, Money, Money〉, 〈Knowing Me, Knowing You〉를 제작했다. 1976년 3월 싱글로 최근 발매된 〈Fernando〉는 호주와 뉴질랜드 버전의 음반에 포함되었다. 《Arrival》은 1977년 영국에서 가장 많이 팔린 음반이었고 미국 음반 산업 협회로부터 골드 인증을 받았다.
이 음반은 1984년 콤팩트 디스크(CD)로 처음 발매되었고, 그 후 1997년, 2001년, 2005년 《The Complete Studio Recordings》 박스 세트의 일부로, 그리고 2006년에 다시 (특별 디럭스 에디션으로) 디지털 리마스터드로 재발매되었다.
2016년 10월 7일, 이 음반은 애비 로드 스튜디오에서 하프 스피드 마스터링을 사용하여 마스터링된 더블 바이닐로 발매되었다.

## 배경 및 제작
1975년 8월 ABBA가 네 번째 음반 작업을 시작했을 때, 그들은 전 세계적으로 어느 정도의 성공을 거두었다. 그러나 그들이 세계적인 슈퍼스타를 달성할 수 있었던 것은 《Arrival》과 함께였다. 녹음 세션은 1975년 8월에 시작되어 1976년 9월까지 스웨덴 스톡홀름의 메트로놈과 글렌 스튜디오에서 계속되었다.
스튜디오에 들어온 첫 곡은 8월 4일 〈Boogaloo〉라는 곡이었다. 현재의 디스코 사운드(특히 조지 맥크레이의 〈Rock Your Baby〉)에서 영감을 받아 백 트랙을 깔았다. 앙네타 펠트스코그는 "우리는 즉시 그것이 거대해질 것이라는 것을 알았다"고 말했다. 가사를 다시 쓰면서 이 곡은 〈Dancing Queen〉으로 알려지게 되었고 ABBA의 역대 최대 히트곡이 되었다. 이 곡에 대한 작업은 1975년 12월까지 간헐적으로 계속되었는데, 영국과 호주에서 인기가 급상승하면서 후반기에 그룹의 활동이 증가했기 때문이다. 이 기간 동안 그들은 멤버 안니프리드 륑스타의 〈Fernando〉의 곡 (스웨덴어)을 녹음하기도 했다.
1976년 3월, 〈Fernando〉가 영어 가사로 다시 쓰이면서 ABBA 싱글로 발매되었고, 호주에서 14주 동안 1위를 하는 등 많은 나라에서 현재까지 그룹의 가장 큰 히트를 쳤다. 이 음반은 그 무렵 엄청난 판매량을 기록한 그들의 《Greatest Hits》 음반에 새로운 트랙으로 등장했고, 영국에서 그 해 가장 많이 팔린 음반이 되었다(호주에서는 〈Why Did It Have to Be Me〉와 〈Tiger〉 사이에 위치한 《Arrival》 음반에 수록되었다). 이러한 성공의 와중에, 그 그룹은 마침내 3월 말에 스튜디오로 돌아갈 시간을 얻었다. 그들이 작업하기 시작한 다음 곡은 〈Knowing Me, Knowing You〉로, 이 곡은 전 세계적으로 또 다른 주요 히트곡이 될 예정이었다. 멤버 베뉘 안데르손은 "우리의 5대 음반 중 하나"라고 말했다.
4월 말까지 다른 두 곡의 〈That's Me〉와 〈Why Did It Have Be Me〉가 발매되었다. 후자는 〈Happy Hawaii〉로 재작업되었고, 결국 펠트스코그와 륑스타가 아닌 완전히 다른 가사와 리드 보컬을 맡은 비에른 울바에우스가 원래의 타이틀로 돌아왔다(〈Happy Hawaii〉는 나중에 B-사이드로 발매되었다). 〈Money, Money, Money〉이라는 제목의 노래가 〈Gypsy Girl〉이 되었다가 다시 원래 제목으로 돌아왔을 때도 비슷한 상황이 발생했다. 〈Money, Money, Money〉도 싱글로 발매되어 음반이 발매된 지 몇 달 만에 대히트를 쳤다.

## 곡 목록
모든 곡들은 특별한 언급이 없는 한 베뉘 안데르손와 비에른 울바에우스에 의해 작사/작곡하였다.
| #  | 제목                          | 작사·작곡                           | 재생 시간 |
| -- | ----------------------------- | ----------------------------------- | --------- |
| 1. | 〈When I Kissed the Teacher〉 |                                     | 3:00      |
| 2. | 〈Dancing Queen〉             | 안데르손, 스티그 앤더슨, 울바에우스 | 3:50      |
| 3. | 〈My Love, My Life〉          | 안데르손, 앤더슨, 울바에우스        | 3:52      |
| 4. | 〈Dum Dum Diddle〉            |                                     | 2:50      |
| 5. | 〈Knowing Me, Knowing You〉   | 안데르손, 앤더슨, 울바에우스        | 4:02      |

| #  | 제목                          | 작사·작곡                    | 재생 시간 |
| -- | ----------------------------- | ---------------------------- | --------- |
| 1. | 〈Money, Money, Money〉       |                              | 3:05      |
| 2. | 〈That's Me〉                 | 안데르손, 앤더슨, 울바에우스 | 3:15      |
| 3. | 〈Why Did It Have to Be Me?〉 | 안데르손, 앤더슨, 울바에우스 | 3:20      |
| 4. | 〈Tiger〉                     |                              | 2:55      |
| 5. | 〈Arrival (기악)〉            |                              | 3:00      |

## 인증
| 국가                                                                                         | 인증        | 판매량/출하량 |
| -------------------------------------------------------------------------------------------- | ----------- | ------------- |
| 오스트레일리아                                                                               | —           | 960,000       |
| 캐나다 (뮤직 캐나다)                                                                         | 2× 플래티넘 | 200,000^      |
| 덴마크 (IFPI Danmark)                                                                        | 골드        | 330,000       |
| 덴마크 (IFPI Danmark) reissue                                                                | 골드        | 10,000        |
| 핀란드 (Musiikkituottajat)                                                                   | 플래티넘    | 86,420        |
| 프랑스                                                                                       | —           | 200,000       |
| 독일 (BVMI)                                                                                  | 2× 플래티넘 | 1,000,000^    |
| 홍콩 (IFPI 홍콩)                                                                             | 골드        | 10,000*       |
| 아일랜드                                                                                     | —           | 150,000       |
| 이스라엘                                                                                     | 플래티넘    | 40,000        |
| 일본 (오리콘 차트)                                                                           | —           | 645,000       |
| 네덜란드 (NVPI)                                                                              | 골드        | 500,000       |
| 뉴질랜드                                                                                     | —           | 60,000        |
| 노르웨이 (IFPI 노르웨이)                                                                     | 골드        | 167,000       |
| 스웨덴                                                                                       | —           | 740,000       |
| 대만                                                                                         | —           | 3,500         |
| 영국 (BPI)                                                                                   | 플래티넘    | 1,700,000     |
| 미국 (RIAA)                                                                                  | 골드        | 500,000^      |
| 유고슬라비아                                                                                 | 플래티넘    | 70,000        |
| *판매량을 기반으로 한 인증 · ^출하량을 기반으로 한 인증 · 판매량+스트리밍을 기반으로 한 인증 |             |               |